# Dockland

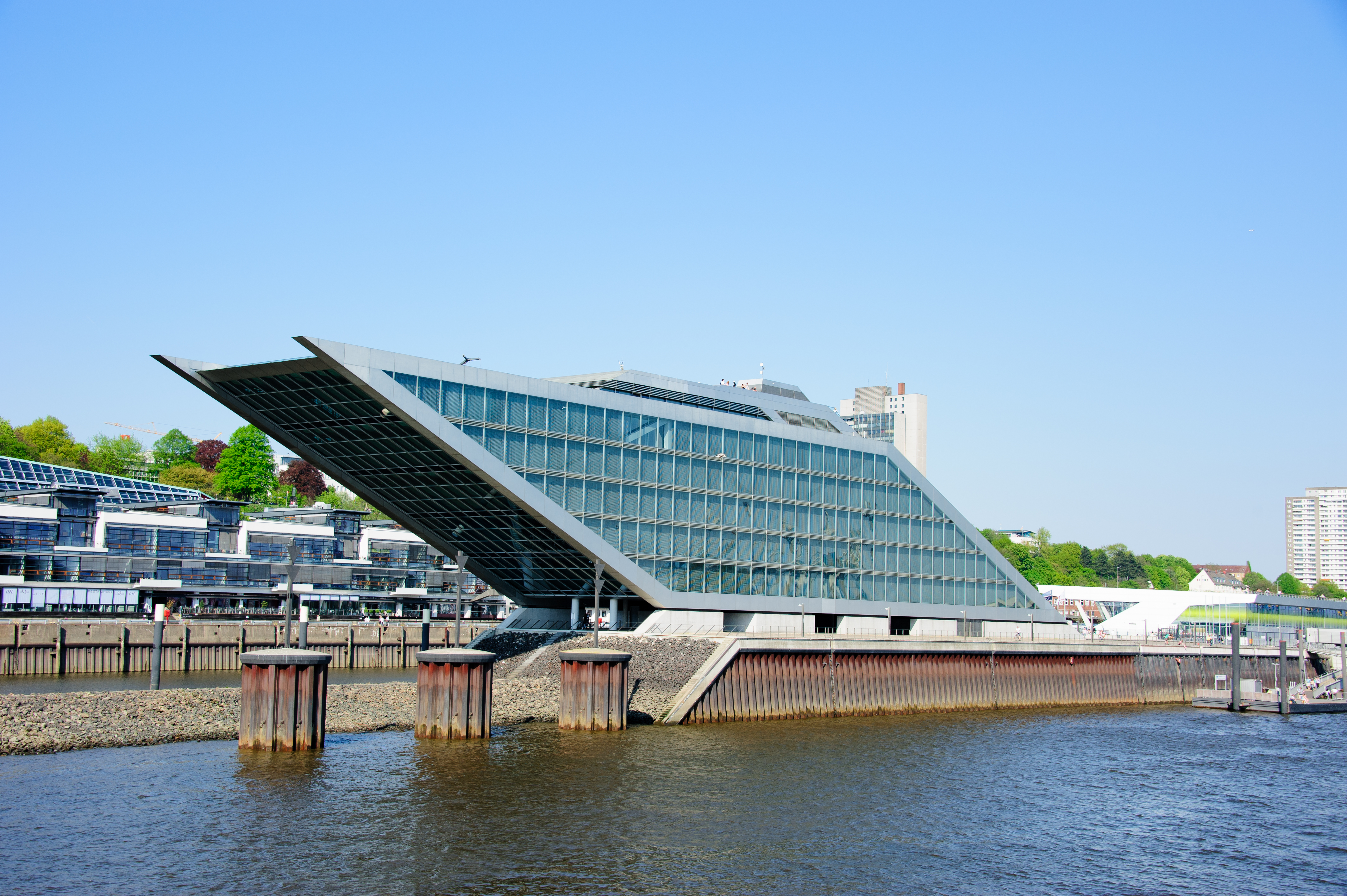
Dockland-Bürogebäude am Hamburger Elbufer

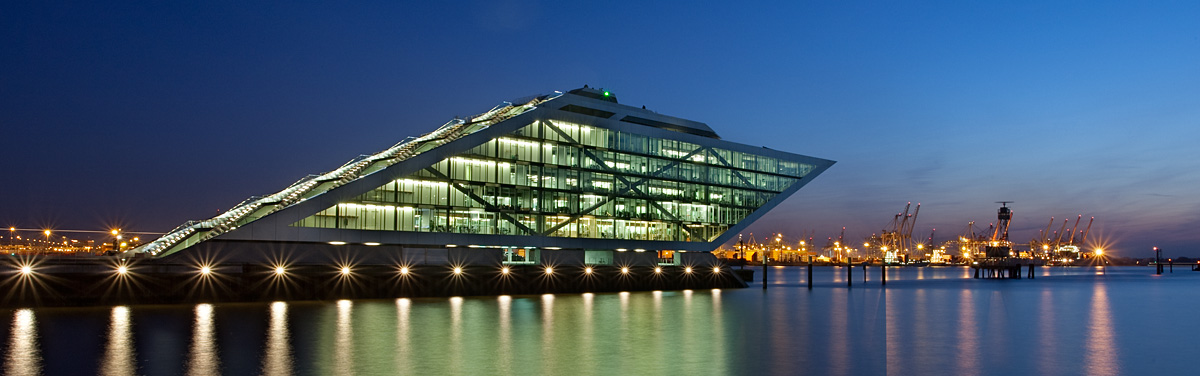
Das Dockland nach Sonnenuntergang

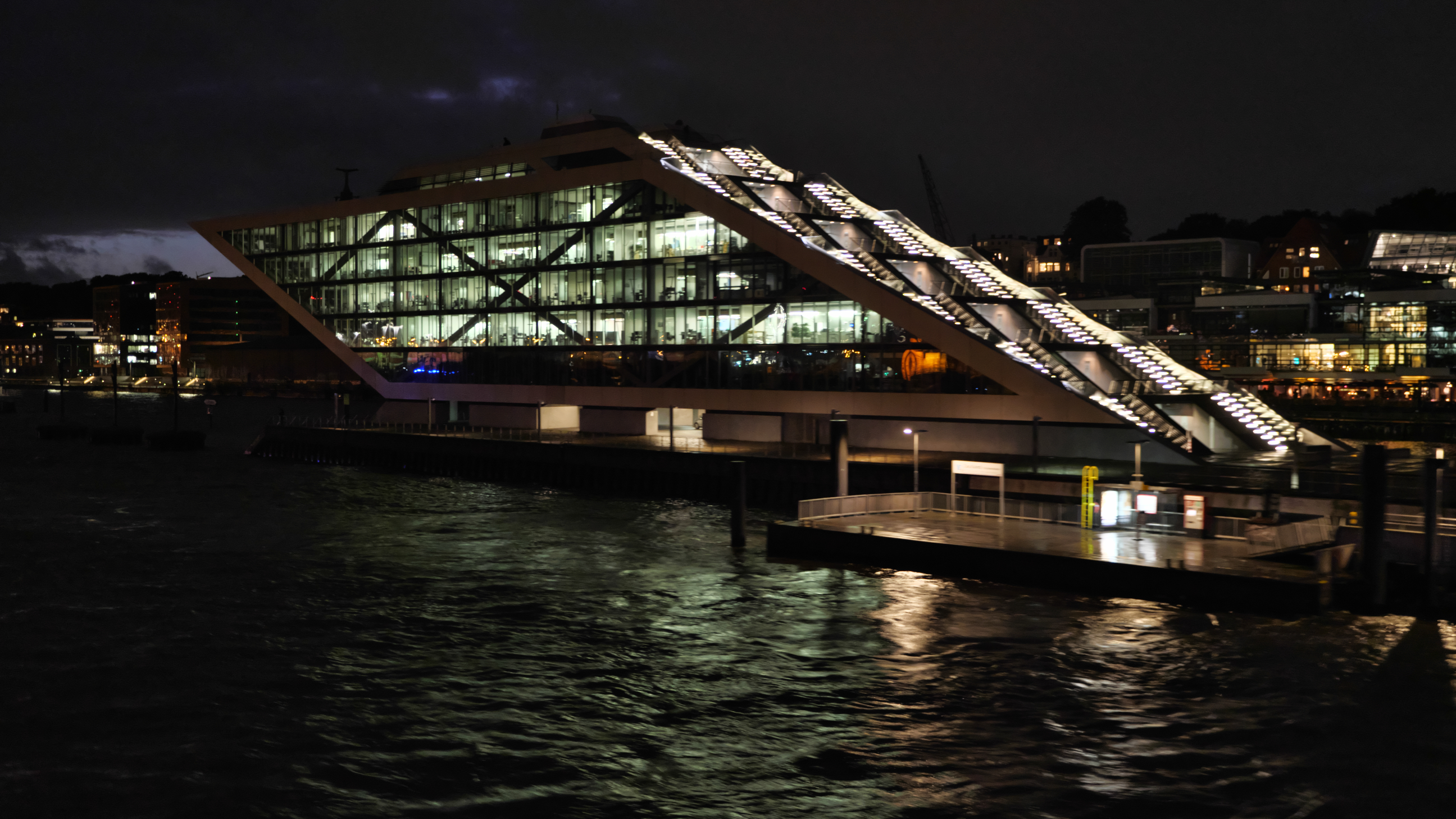
Das Dockland bei Nacht von der Elbe aus gesehen

Das Dockland ist ein Bürogebäude an der Elbe in der Nähe des ehemaligen England-Fähranlegers und jetzigen Kreuzfahrt-Terminals im Hamburger Stadtteil Altona-Altstadt (Van-der-Smissen-Straße 9). Das sechsgeschossige Gebäude hat einen markanten Querschnitt in Form eines Parallelogramms und ragt wie ein Schiffsbug über das Wasser hinaus.
Das Grundstück zwischen dem Fischereihafen und der Elbe wurde Ende 2002 aufgeschüttet. Der Bau wurde 2005 fertiggestellt und am 31. Januar 2006 eingeweiht.
Der Entwurf für Dockland stammt vom Hamburger Büro BRT Architekten Bothe Richter Teherani. Eine Besonderheit in dem Gebäude sind die diagonal verkehrenden Personenaufzüge.
Die fast 500 Quadratmeter große Dachterrasse bietet einen guten Blick über den Hamburger Hafen und das nördliche Elbufer; sie ist über eine der beiden Freitreppen für die Öffentlichkeit zugänglich; Vertreter der Presse benötigen jedoch eine Drehgenehmigung.
Die Höhe des Gebäudes beträgt 25 Meter, es führen 136 Treppenstufen bis auf die Plattform.
Die Seitenfläche ist ein Parallelogramm mit 86 Meter Länge und 25 Meter Höhe. Insgesamt hat das Gebäude eine Länge von 143 Metern. Das Gebäude ist 21 Meter breit.
Aktuell wird das Gebäude unter anderem von der Nordakademie Graduate School genutzt.